# Echidnopsis ericiflora
Echidnopsis ericiflora är en oleanderväxtart som beskrevs av John Jacob Lavranos. Echidnopsis ericiflora ingår i släktet Echidnopsis och familjen oleanderväxter. Inga underarter finns listade i Catalogue of Life.